# Diego Amozurrutia
Diego Amozurrutia  (Mexikóváros, Mexikó, 1990. augusztus 31. –) mexikói színész, modell és énekes.

## Élete és pályafutása
1990. augusztus 31-én született Mexikóvárosban. Karrierjét 2002-ben kezdte. 2009-ben a Mi pecado című telenovellában Josué Huerta Almada szerepét játszotta. 2010-ben a Llena de amor című sorozatban Axelt alakította. 2011-ben az Amorcito corazónban megkapta Juancho Pinzón szerepét Gaby Mellado és Renata Notni mellett.

## Filmográfia

### Telenovellák
| Év        | Cím                  | Szerep                                     | Tv stúdió |
| --------- | -------------------- | ------------------------------------------ | --------- |
| 2002      | Cómplices al rescate |                                            | Televisa  |
| 2004      | Rebelde              | Andrés «Andy»                              | Televisa  |
| 2009      | Mi pecado            | Josué Huerta Almada / Josué Córdoba Almada | Televisa  |
| 2010-2011 | Llena de amor        | Axel Ruiz y de Teresa Curiel               | Televisa  |
| 2011-2012 | Amorcito corazón     | Juan Francisco «Juancho» Pinzón            | Televisa  |
| 2013-2014 | Quiero amarte        | Ulises Arteaga                             | Televisa  |

### Sorozatok
| Év   | Cím                  | Szerep       | Tv stúdió    |
| ---- | -------------------- | ------------ | ------------ |
| 2013 | Gossip Girl Acapulco | Daniel Parra | Warner Vross |
| 2011 | Como dice el dicho   | Gerardo      | Televisa     |
| 2010 | Tiempo final 3       | Mario        | Fox          |
| 2009 | La rosa de Guadalupe | Juan         | Televisa     |